# Agrostis microsperma
Agrostis microsperma é uma espécie de gramínea do gênero Agrostis, pertencente à família Poaceae.